# Lythrum salicaria
La  arroyuela (Lythrum salicaria), también llamada salicaria o frailecillo, es una hierba semiacuática de la familia de las litráceas, nativa de zonas húmedas de Eurasia. Está incluida en la lista 100 de las especies exóticas invasoras más dañinas del mundo de la Unión Internacional para la Conservación de la Naturaleza.

## Descripción
Herbácea perenne, de 1-2 m de altura, formando colonias clonales de 1,5 m o más, con numerosas varas erectas desde una masa radicular única. Los tallos son  rojo purpúreos y de sección cuadrada. Hojas de 1_10m o maslapisnceoladas,  cm × 1-2 cm , caedizas y sésiles, en arreglo opuesto o en manojos de tres.  Flores rojo purpúreas, 10-15 mm de diámetro, seis pétalos (ocasionalmente cinco), y muy escondidas en las axilas de las brácteas u hojas.  Fruto pequeño, 3-4 mm, cápsula con numerosas y diminutas semillas. La floración termina con el verano. Al madudar las semillas, a su vez las hojas pasan a rojo brillante por deshidratación en el otoño; durando el rojo por al menos dos semanas. La parte aérea antes de la siguiente estación queda marrón. 
En EE. UU., esta especie se distingue de otras especies similares nativas  (e.g. Epilobium angustifolium, Verbena hastata, Liatris spp.,  y  Spiraea douglasii) por sus regulares y cuadradas varas, y por sus hojas pareadas que alternan en ángulo recto y no son serradas.

## Distribución y ecología
Lythrum salicaria es originaria de Eurasia y el norte de África, aunque ha pasado a ser una especie cosmopolita.
Vive en lugares húmedos o encharcados, como las orillas de ríos, arroyos, lagos, estanques, lagunas, cunetas, etc., de pH próximo a 6 (ácido), siendo capaz de soportar cierta salinidad, por lo que puede encontrarse en zonas altas de marismas o estuarios. Es una planta frecuentre entre el nivel del mar y los 900 m.

## Cultivo y usos

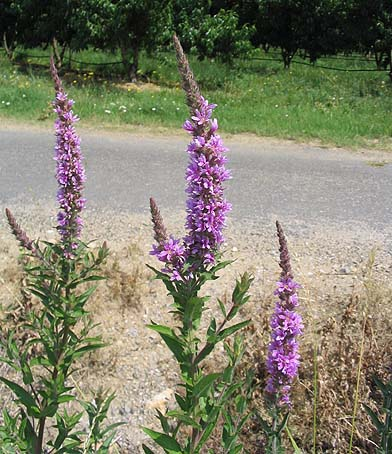
Lythrum salicaria cerca de una calle.

Pasó a ser una especie cosmopolita tras su introducción a Nueva Zelanda y EE. UU. donde está oficialmente en lista de algunos estados como maleza o especie invasora. Probablemente las semillas arriben primero que las plantas a áreas nuevas, en el agua de balasto vaciada de barcos. Se la ha usado como hierba medicinal,  y cultivada como planta de jardín. Tiene flores bonitas y brillantes.
Las plantas crecen vigorosamente y se expande muy rápido cuando se quitan sus agentes de control naturales. Las infestaciones resultan en dramáticos cierres del flujo de agua en ríos y canales, y en la  disminución de la diversidad biológica como alimento nativo y  especies vegetales de cobertura, notablemente Typha, que es completamente tapada, afectando los ciclos vitales de organismos acuáticos, anfibios. Hay, sin embargo, una visión sesgada sobre este tema, ya que no hay evidencia científica concluida, si observaciones subjetivas (Hager y McCoy 1998). En un estudio de 41 parcelas en Ontario se encontró que un número de spp. nativas podían crecer igual entre situaciones con Lythrum o sin, sin diferencias significativas (Treberd & Husband 1999). 

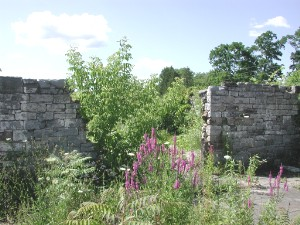
La especie en el viejo «Canal de Erie», Durhamville, N. York.

Se vende en algunas áreas como una ornamental. Hay plantas en el mercado registradas como L. virgatum y son en realidad la misma especie con diferente nombre. En algunos casos se dice que las plantas se venden como estériles; en realidad, esto es falso. Su venta es ilegal en algunas áreas.

## Control biológico

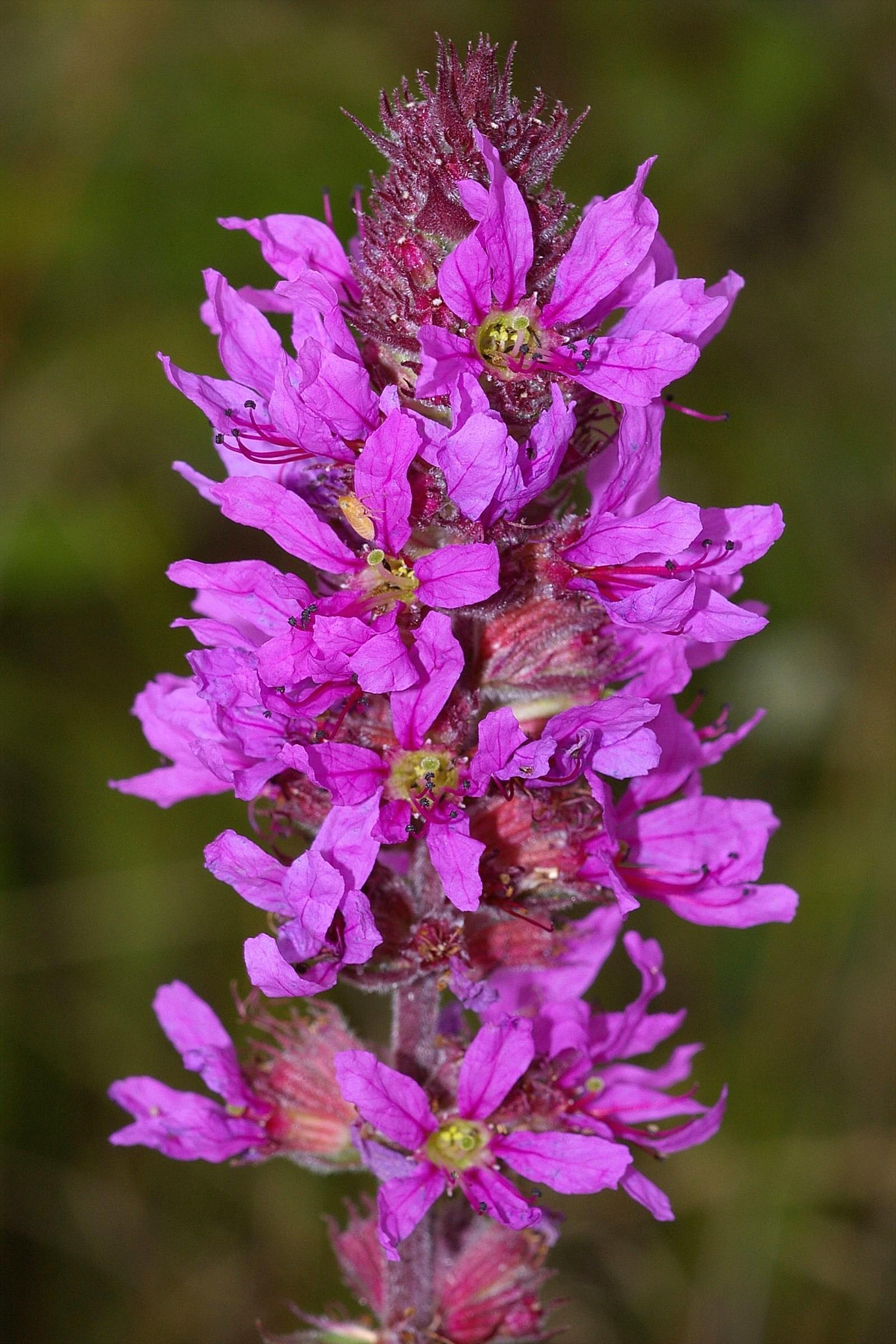
Sus flores.

Una sola planta puede producir más de tres millones de pequeñas semillas anualmente.  Son fácilmente transportadas por viento y agua, germinando en suelo húmedo después de invernar. También se propaga por trozos de raíz caídos en tierra o agua. Una vez establecida, es difícil y costoso de erradicar por medios  mecánicos y químicos. 
Esta especie da un modelo exitoso de control biológico. Los estudios comenzaron en 1985 y hoy la planta se maneja bien con insectos que se alimentan de ella. Cuatro especies de coleópteros usan la tienen como planta nutricia, ocasionándole daño significativo; para su  control biológico hay dos especies de Chrysomelidae y dos de Curculionoidea.
- Galerucella calmariensis escarabajo pardo con una  línea negra en tórax. El adulto come hojas, dejando característicos  redondeles. Sus larvas destruyen los brotes foliares y los tejidos de las hojas
- Galerucella pusilla es parecido a G. calmariensis, pero usualmente falta la línea negra torácica. Su hábito de alimentación también difiere. Una infestación de una de estas especies de insectos es extremadamente efectiva en debilitar la planta, defoliándola al completo.
- Hylobius transversovittatus es un noctuido, rojizo, que ocupa sus noches en comer hojas y brotes. Las larvas emergen de sus huevos e inmediatamente perforan la raíz de la planta, y comen  continuamente todo el año. El daño radicular frena el crecimiento vegetal e impide la floración. Si varias larvas invaden la misma raíz, la planta puede morir.
- Nanophyes marmoratus pone un solo huevo en cada flor. Cuando las larvas emergen se alimentan de los ovarios de las flores, y la planta no puede formar semillas.

La oruga de Ectropis crepuscularia, la polilla geómetra, también se alimenta de Lythrum salicaria. Sin embargo, es una especie peste de por sí, no apta para control biológico.

## Citología
Número de cromosomas de Lythrum salicaria (Fam. Lythraceae) y taxones infraespecíficosː Lythrum salicaria L.:
2n=60.

## Nombres comunes
Arroyuela, esmermasangres, frailes, graciosa, hierba de las tripas, hierba del toro, hierba lacharera, lisimaquia purpúrea, lisimaquia roja, salgueira, salgueiriño, salicaria, salicaria vulgar, tripera.